# Hederstierna
Ej att förväxla med adliga ätten Hedenstierna.
Hederstierna är ett efternamn som bärs av en svensk ätt som adlades 1717 och introducerades på Riddarhuset 1719 med nummer 1 543. Stamfadern, tullnären Magnus Scherna, hade tre söner som gjorde militär karriär och adlades. Deras ättlingar bildar ättens tre huvudgrenar. Den 31 december 2013 var det 33 personer bosatta i Sverige med efternamnet Hederstierna.

## Personer med efternamnet Hederstierna
- Anders Hederstierna (född 1953), ekonom, docent, högskolerektor
- Carl Hederstierna (1861–1928), politiker och ämbetsman
- Carl Hederstierna (statssekreterare) (1764–1814), ämbetsman, vice landshövding
- Carl Johan Hederstierna (1788–1868), militär
- Erland Hederstierna den äldre (1676–1730), sjömilitär
- Erland Hederstierna den yngre (1770–1856), militär och godsägare
- Fredrik Hederstierna (1828–1900), politiker, civilminister
- Peter Fredrik Hederstierna (1758–1808), sjömilitär
- Salomon Hederstierna (1726–1808), landshövding